# Westkirchen (Ennigerloh)
Westkirchen ist ein Ortsteil von Ennigerloh mit etwa 2.700 Einwohnern und liegt nördlich von Ennigerloh im Kreis Warendorf in Nordrhein-Westfalen.

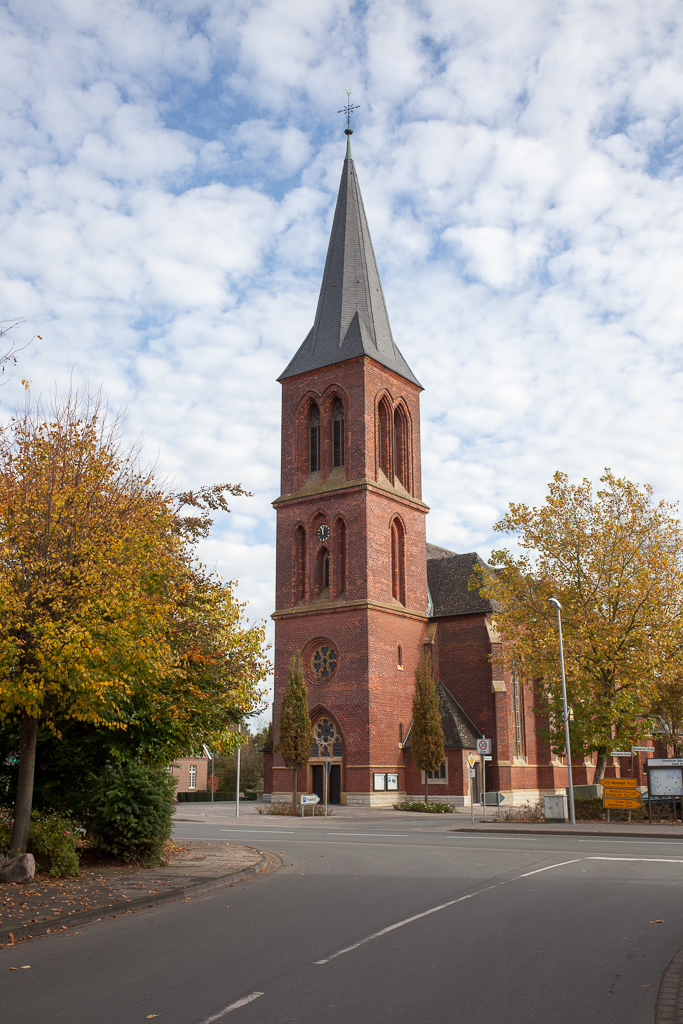
Westkirchen, St. Laurentius, 2019

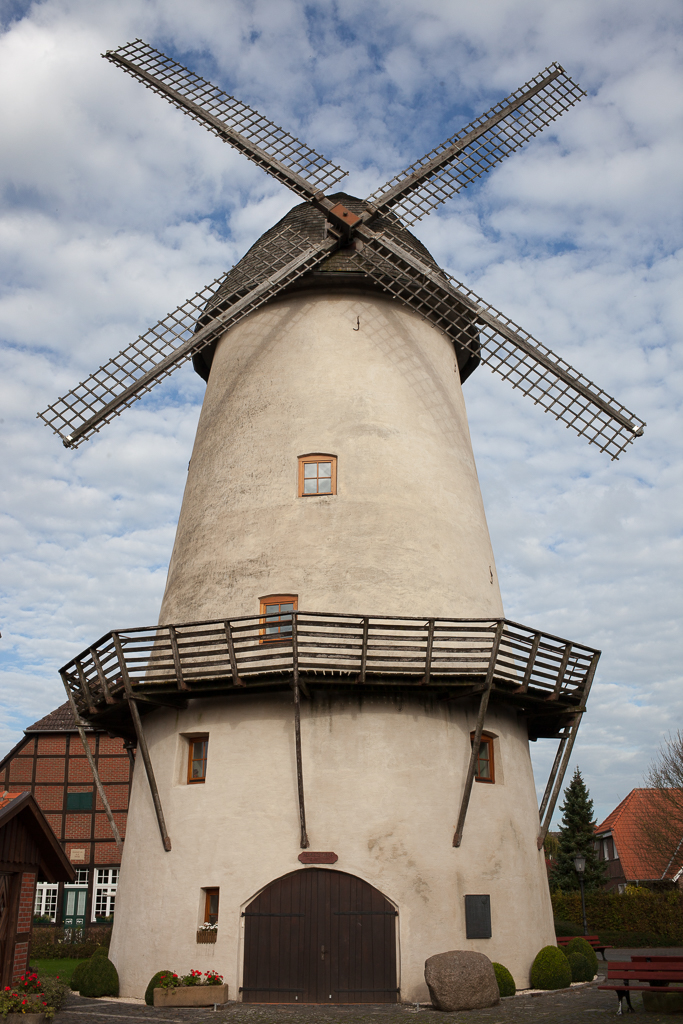
Westkirchen, Mühle, 2019

Verkehrstechnisch ist der Ort über B475 und A2 angeschlossen. Bis 1956 gab es einen Haltepunkt an der Bahnstrecke Neubeckum–Warendorf. Zu den Sehenswürdigkeiten zählen das Haus Dieck (Schloss), die Mühle, eine Vielzahl von Denkmälern, die katholische Pfarrkirche St. Laurentius aus dem Jahr 1871 und das Dorfarchiv. Am 19. Juli 1868 brannte ein Großteil des damaligen Dorfes ab. Am 1. Januar 1975 wurde Westkirchen durch das Münster/Hamm-Gesetz nach Ennigerloh eingemeindet.
Bis zum Juli 2005 war Westkirchen über 40 Jahre Standort der 1./FlaRakGrp 21 der Luftwaffe mit den Waffensystemen Hawk und Patriot.